# UCP (hardware)
UCP è la prima piattaforma Intel per il mercato dei sistemi ultra portatili UMPC. Era basata sulle versioni ULV (Ultra Low Voltage) del processore Pentium M Dothan e sul chipset i915GMS ed è arrivata sul mercato nel corso del 2006.

## Caratteristiche tecniche
Le versioni del processore Dothan integrate in questi sistemi avevano una dimensione di 35x35 mm, mentre il chipset i915 si assestava sui 27x27 mm. Per gestire le periferiche di input/output era inoltre presente il southbridge ICH6 di 31x31 mm.
Tutti questi componenti, abbinati ad una mini motherboard occupavano una superficie complessiva 2815 mm², e l'autonomia di funzionamento che un sistema UCP completo era in grado di fornire si aggirava intorno alle 2-3 ore continuative, grazie ad un consumo massimo di 12,6 W e medio di 3,4 W.

## Il successore
Nel corso del 2007 Intel ha presentato la seconda generazione della propria piattaforma pensata per questo tipo di sistemi, conosciuta con il nome in codice di McCaslin. A differenza della prima generazione che prevedeva l'utilizzo di hardware originariamente progettato per altri segmenti di mercato, come quello Notebook, McCaslin introduce un chipset e un processore espressamente dedicati all'integrazione in sistemi UMPC consentendo anche una maggiore compattezza e integrazione rispetto alla precedente. Il processore di McCaslin, ovvero la prima CPU sviluppata espressamente per tale piattaforma è Stealey, derivato dal Core Solo Yonah.